# Unter den Palmen
Unter den Palmen is een Nederlands-Duitse film uit 1999 van Miriam Kruishoop, gebaseerd op een scenario van haarzelf. De film heeft als internationale titel Under the Palms. De cinematografie van de film van Rogier Stoffers werd bekroond met een Gouden Kalf; de regie van Kruishoop ontving eveneens een nominatie in deze prijs.

## Verhaal
Het stel David en Tanja leven van het plegen van overvallen en worden verder onderhouden door Ludwig, de halfbroer van David. Ludwig verblijft tijdelijk in de havenstad Rotterdam, terwijl David en Tanja met hem meegegaan zijn en in een hotel overnachten. Het leven wordt overhoop gehaald nadat in een buit een foto wordt gevonden van de knappe Gunther die tussen beide in komt te staan en zich ontpopt tot een sadist.

## Rolverdeling
| Acteur         | Personage |
| -------------- | --------- |
| Helmut Berger  | David     |
| Sheri Hagen    | Tanja     |
| Udo Kier       | Ludwig    |
| Thom Hoffman   | Thomas    |
| Willem Nijholt | Willem    |